# Yukio Hatoyama
Yukio Hatoyama (Japans: 鳩山 由紀夫, Hatoyama Yukio) (Bunkyo, Tokio, 11 februari 1947) is de secretaris-generaal van de Democratische Partij van Japan. Na de verkiezingsnederlaag van de LDP in augustus 2009 werd Hatoyama de nieuwe minister-president van Japan. Op 2 juni 2010 treedt Hatoyama af als premier onder druk van zijn partijleden. Hatoyama neemt de verantwoordelijkheid voor de verbroken campagnebelofte om de Amerikaanse luchtmachtbasis, Marine Corps Air Station Futenma in de stad Ginowan op het eiland Okinawa te sluiten.